# Carlos David Moreno Hernandez
Carlos David Moreno Hernandez (Merida, 14 juni 1986) is een Spaans voetballer die sinds 2022 voor Atlético Saguntino speelt.
Hij is 1,85 m groot en weegt 80 kg en speelt als verdediger. Hij genoot zijn jeugdopleiding bij Valencia CF.  Als professioneel speelde hij eerder al bij Nueva Ciudad, Valencia Estrella, Excelsior Moeskroen, Celta de Vigo, CD Teruel en UD Melilla.
Tijdens het seizoen 2013-2014 tekende hij een contract bij FC Cartagena, een ploeg uit de Segunda División B.  Na overwinningen tegen reeksgenoten CD Guadalajara, SD Huesca, en CD Tudelano werd het eerste succes behaald met de historische plaatsing voor de vierde ronde van de Copa del Rey.  De loting duidde FC Barcelona aan als tegenstrever.  Carlos speelde tijdens de heenwedstrijd.
Voor het seizoen 2014-2015 volgde hij zijn trainer Luis García Tevenet naar SD Huesca.  Het allereerste seizoen werd de ploeg kampioen in de Segunda División B en kon tijdens de play offs de promotie afdwingen.  De drie daaropvolgende seizoenen zou de speler vertoeven in de Segunda División A. Toen het team tijdens het seizoen 2017-2018 tweede zou eindigen, kon het zelfs de promotie naar de Primera División bewerkstelligen.
De speler volgde echter het team niet en tekende voor het seizoen 2018-2019 voor het Belgische Union Sint-Gillis, een ploeg uit de Eerste klasse B.
Na vijf seizoenen zou hij bij de aanvang van seizoen 2019-2020 wederkeren bij FC Cartagena.  Hij tekende tijdens de maand juli een tweejarig contract bij ploeg uit de Segunda División B.  Tijdens het hele seizoen vertoefde de ploeg aan de top, werd winterkampioen. Op 8 maart 2020 vertoefde de ploeg op de tweede plaats en speelde de 28ste speeldag tegen  Córdoba CF.  De met 0-2 gewonnen uitwedstrijd bracht de ploeg weer op de eerste plaats en de daaropvolgende week werd de competitie voorlopig stilgelegd door de Coronapandemie. Deze overwinning werd wel heel belangrijk toen op 14 april de RFEF besloot om de ploeg kampioen van de reguliere competitie te verklaren en dit op 10 wedstrijden voor het einde en onmiddellijk met de eindronde te starten.  De rondes werden gespeeld in één wedstrijd.  Ondanks het feit dat deze beslissing veel tegenwind kreeg, werd ze herbevestigd op 6 mei.  Op 25 juni gingen de vier kampioenen (naast Cartagena ook Club Deportivo Atlético Baleares, CD Logroñés en CD Castellón) in de urne en werd de ploeg uit de Balearen op zondag 19 juli de tegenstander.  In tegenstelling met normale play offs werd de finale in één wedstrijd gespeeld in de Estadio La Rosaleda, thuishaven van Málaga CF.  Na 120 minuten was het nog steeds 0-0 en de promotie werd afgedwongen na de strafschoppen.  Athlético begon en beide ploegen scoorden de eerste drie.  Toen Atlético de vierde en vijfde penalty miste en Cartagena de vierde had gescoord, was de Segunda A een feit.  Carlos zat tijdens de hele wedstrijd op de bank.  Het daaropvolgende seizoen 2020-2021 volgde hij de ploeg naar het professionele voetbal, maar hij kwam meer en meer op de bank terecht en werd enkel opgesteld in geval van afwezige basisspelers of op het einde van wedstrijden.
Vanaf seizoen 2021-2022 zette hij daarom twee stappen terug en tekende op 16 juli 2021 voor een gewezen grote naam Hércules CF, een ploeg die afgezakt was tot de Segunda División RFEF.
Het daaropvolgende seizoen 2022-2023 tekende hij bij reeksgenoot Atlético Saguntino.

## Spelerscarrière
| seizoen   | club                 | land   | klasse                              | wedst. | goals |
| --------- | -------------------- | ------ | ----------------------------------- | ------ | ----- |
| 2004-2009 | Valencia CF Mestalla | Spanje | Segunda División B,Tercera División | 34     | 4     |
| 2009-2010 | Excelsior Moeskroen  | België | Jupiler Pro League                  | 14     | 2     |
| 2010-2011 | Celta de Vigo B      | Spanje | Segunda División B                  | 48     | 6     |
| 2011-2012 | CD Teruel            | Spanje | Segunda División B                  | 35     | 5     |
| 2012-2013 | UD Melilla           | Spanje | Segunda División B                  | 34     | 4     |
| 2013-2014 | FC Cartagena         | Spanje | Segunda División B                  | 41     | 7     |
| 2014-2015 | SD Huesca            | Spanje | Segunda División B                  | 38     | 2     |
| 2015-2018 | SD Huesca            | Spanje | Segunda División A                  | 69     | 5     |
| 2018-2019 | Union Sint-Gillis    | België | Eerste klasse B                     | 13     | 0     |
| 2019-2020 | FC Cartagena         | Spanje | Segunda División B                  | 20     | 0     |
| 2020-2021 | FC Cartagena         | Spanje | Segunda División A                  | 11     | 0     |
| 2021-2022 | Hércules CF          | Spanje | Segunda División RFEF               | 25     | 2     |
| 2022-2023 | Atlético Saguntino   | Spanje | Segunda Federación                  | 29     | 0     |
| 2023-2024 | Atlético Saguntino   | Spanje | Segunda Federación                  | 23     | 0     |
| Update    | 13 juni 2024         |        | Totaal                              | 435    | 37    |